# Podnóżek

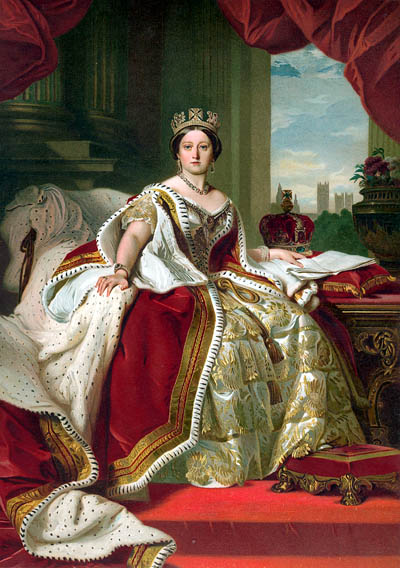
Królowa Wiktoria w stroju koronacyjnym. W prawej dolnej części portretu ozdobny podnóżek.

Podnóżek – mebel mający na celu zmniejszenie obciążenia statycznego układu kostno-mięśniowego kończyn dolnych podczas siedzenia. Mogą przyjmować formę taboretu, pufy lub specjalnej, pochylonej podstawki pod nogi.

## Historycznie
Podnóżek to mebel drewniany niewielkich rozmiarów, ale wyjątkowo ozdobny i gustownie wykonany. Pierwsze podnóżki pojawiły się w starożytności, a ich celem było podkreślenie powagi władcy poprzez ukazanie jego majestatu - stopami ziemi nie dotyka w odróżnieniu od swych poddanych. Ich funkcja wymagała, by były wykonane z cennego rodzaju drewna, nierzadko inkrustowanego i tapicerowanego najpiękniejszymi tkaninami.
Z czasem ich zastosowanie uległo zmianom. Pozwalały trzymać wyżej, wygodniej obolałe, schorowane stopy. Podnóżki trafiły do dworów magnackich, szlacheckich, a później i domów mieszczańskich ku wygodzie i zdrowiu swych użytkowników. Obecnie podczas wyjątkowych okazji na dworach królewskich (Elżbieta II) można je spotkać jako pamiątkę minionych epok.
Podobnie jak niestosowane już XIX w. powiedzenie "...sługa uniżony i podnóżek Szanownego Pana...".